# I love you (canção de Ryuichi Kawamura)
"I love you" é o primeiro single do cantor japonês Ryuichi Kawamura, lançando em 21 de fevereiro de 1997 pela Gai Records (Victor Entertainment). A canção foi usada como tema do programa de televisão Count Down TV.

## Desempenho comercial
Alcançou o quarto lugar na Oricon Singles Chart, ficou na parada por trinta e sete semanas e é o terceiro single mais vendido de Kawamura, atrás dos singles seguintes "Glass" e "Beat". Foi certificado disco de platina pela RIAJ e foi o 25° single mais vendido em 1997 no Japão, com 753.640 cópias segundo a Oricon.

## Faixas
| N.º            | Título                       | Duração |  |
| 1.             | "I love you"                 | 4:47    |  |
| 2.             | "Cielo"                      | 4:40    |  |
| 3.             | "I love you" (piano version) | 6:12    |  |
| Duração total: | Duração total:               | 15:40   |  |